# Oscar Bardi de Fourtou
 (novembre 2024).
Pour les articles homonymes, voir Bardi (homonymie).
Marie François Oscar Bardi de Fourtou, né le 3 janvier 1836 à Ribérac et mort le 6 décembre 1897 à Paris 16e, est un homme d'État français, principal artisan de la tentative pour empêcher les républicains de revenir au pouvoir après la crise constitutionnelle du Seize mai 1877.
Partisan de l'ordre moral conservateur, proche des bonapartistes, il est un ministre à poigne, détesté des républicains. Lorsqu'il doit quitter le ministère de l'Intérieur en novembre 1877, son départ est le symbole de l'échec des conservateurs.

## Biographie

### Famille
Oscar Bardi de Fourtou est né dans une famille d'ancienne bourgeoisie originaire du Périgord qui possédait avant la Révolution Française, la seigneurie de Fourtou, à Celles, dans l'actuel département de la Dordogne. 
Son ascendance directe est la suivante :
- François Bardi de Fourtou (1740-1801), était avocat, bourgeois de Celles ;
- Guillaume Bardi de Fourtou (1769-1844), était chanoine du chapitre de Périgueux ;
- Jean-Baptiste Bardi de Fourtou (1777-1862), était capitaine dans l'armée de Condé, chevalier de Saint-Louis ;
- François Bardi de Fourtou (1791-1879), était avocat, puis magistrat, procureur à Ribérac, conseiller à la cour d'appel de Bordeaux, officier de la Légion d'Honneur ;
- Adrien Bardi de Fourtou (1804-1862), était avocat à Ribérac.

Veuf très tôt, il se remarie en 1863 avec Alix Dereix de Laplane (1844-1915). Le couple eut six enfants : quatre fils et deux filles. L'un de ses fils, Albert Bardi de Fourtou (1866-1945), saint-cyrien de la promotion Annam (1885-1887), ex-général de brigade, devient chef départemental de l'Armée secrète à Nice. Il est déporté au camp de Neuengamme, où il est mort pour la France, le 13 mars 1945.

### Un notable ribéracois
Appartenant à une famille bourgeoise du Ribéracois (Dordogne), Oscar Bardi de Fourtou appartient à une longue lignée d'hommes de loi. Son père, Adrien Bardi de Fourtou est avocat à Ribérac et son oncle, François fait une carrière dans la magistrature qui le conduit à la Cour d'Appel de Bordeaux. Cadet de trois enfants, il reçoit une solide formation au collège de Ribérac puis au lycée de Périgueux avant de passer sa licence en droit à la Sorbonne puis à Poitiers où il soutient sa thèse en 1857. Il est inscrit au barreau de Ribérac en même temps que son frère aîné, Léonce et son père Adrien. En 1860, il devient même bâtonnier du barreau. La carrière de la magistrature le séduit un temps puisqu'il occupe le poste de substitut du procureur impérial en 1864 à Ruffec (Charente) mais qu'il délaisse pour se consacrer à la politique.

## Carrière
La carrière politique d'Oscar Bardi de Fourtou commence réellement à la chute de l'Empire, non sans avoir été pendant cinq ans (1865-1870) maire de sa ville natale. Très intégré dans la vie locale, il se charge pendant son mandat municipal de faire renaître le comice agricole de Ribérac, abandonné à la fin des années 1850. En 1874, alors qu'il n'a plus de mandat ministériel, il poursuit son implantation locale et devient président du comice agricole d'Echourgnac, participant activement à la mise en valeur de la vallée de la Dronne et la forêt de la Double.

### Député et jeune ministre de la République puis de l'Ordre Moral
Homme de qualité et présentant un certain sens de l'État[réf. nécessaire], élu 4e de la liste conservatrice périgourdine en 1871, il est très vite remarqué par Adolphe Thiers qui l'appelle le 7 décembre 1872 au poste de ministre des Travaux Publics. Plutôt bon gestionnaire, il sait réunir autour de lui un certain nombre de députés et de ministres qui lui donnent leur confiance et leur soutien dans la vaste majorité hétéroclite des parlementaires conservateurs. Profondément voué au service de Thiers, il demeure dans le nouveau gouvernement thiériste et devient le 19 mai 1873 l'éphémère ministre des cultes mais il suit le président dans sa chute le 24 mai 1873. Considéré comme un homme de dossiers, grand travailleur et fin politique, il se rapproche des milieux conservateurs qui soutiennent l'Ordre moral, inauguré par le cabinet Broglie en mai 1873 auquel il n'appartient pas encore. Il entretient des liens réguliers et soutenus avec le président de la République, le maréchal Mac-Mahon qui l'invite souvent dans les diners à l'Élysée. Il tente alors d'abord sans succès en 1871 puis assez largement de conquérir un siège de conseiller général dans le département de la Dordogne et les habitants du canton de Verteillac lui accordent majoritairement leurs suffrages. Son implantation locale est alors solide et certains évoquent déjà l'arrondissement de Ribérac comme le fief de Fourtou. Ses fonctions ministérielles lui donnent encore plus de poids localement lorsque le maréchal l'appelle à devenir son ministre de l'Instruction Publique, des Cultes et des Beaux-Arts en novembre 1873. À la tête de ces différentes charges, il devient le décideur, celui qui réalise en un temps record et avec vigueur la chasse aux enseignants qui refusent, par leur attitude, de servir l'idéologie de l'Ordre Moral. Il fait de même pour les prélats et les artistes. Ainsi, il se taille une réputation d'homme à poigne qui lui vaut les admirations des partisans et une haine viscérale des milieux républicains[réf. nécessaire]. 
Alors que la crise ministérielle fait rage, le  23 mai 1874, il est alors le seul à pouvoir remplacer[réf. nécessaire] le duc Albert de Broglie au ministère de l'Intérieur. Mais un différend avec les orléanistes et notamment avec le ministre des Affaires étrangères, le duc Decazes, conduit le Périgourdin à suivre  Pierre Magne, alors ministre des Finances, dans sa démission. Il quitte alors la place Beauvau le 19 juillet 1874. Votant contre les lois constitutionnelles de 1875, il demeure l'un des hommes de premier plan sur lesquels la frange bonapartiste et dynastique espère bien empêcher l'installation définitive du régime républicain naissant à la faveur d'une entente constitutionnelle entre les républicains modérés et les orléanistes[réf. nécessaire]. Il fréquente souvent l'Élysée et garde toute confiance du maréchal Mac-Mahon. Loin de rester inactif, il intègre le conseil d'administration de la Compagnie d'Orléans en mars 1875. Alors qu'il échoue à se faire élire au Sénat en janvier 1876 mais  il est réélu député de Dordogne au mois de février suivant. Il appartient alors à l'élite conservatrice du département de la Dordogne et l'une des figures emblématiques de la cause conservatrice nationale[réf. nécessaire]. Mais c'est son retour à la place Beauvau en pleine crise politique qui lui confère une très mauvaise réputation dans le panthéon républicain[réf. nécessaire].

### L'homme du Seize-Mai

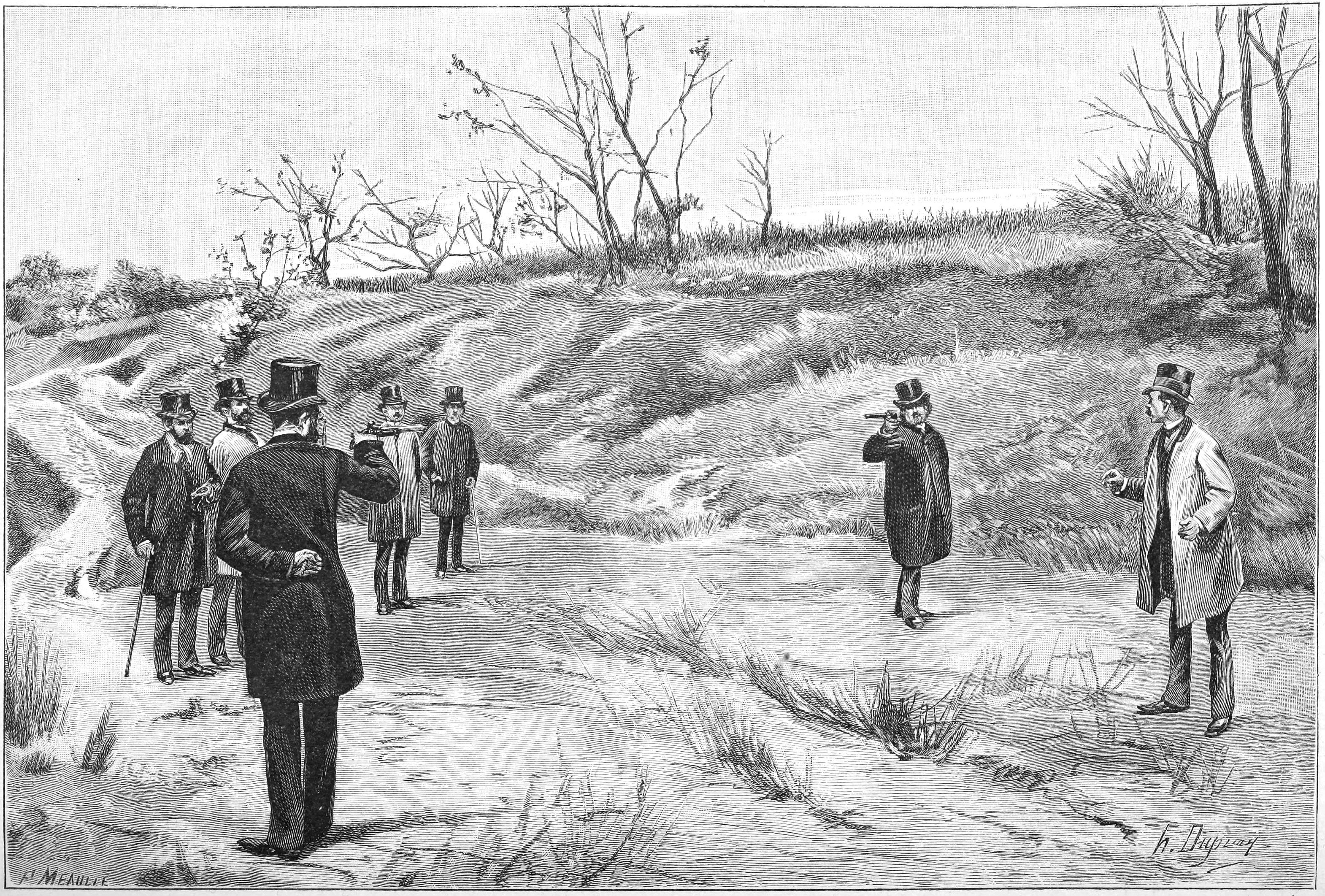
Duel entre Oscar Bardi de Fourtou et Léon Gambetta en 1879, illustré par Henri Dupray.

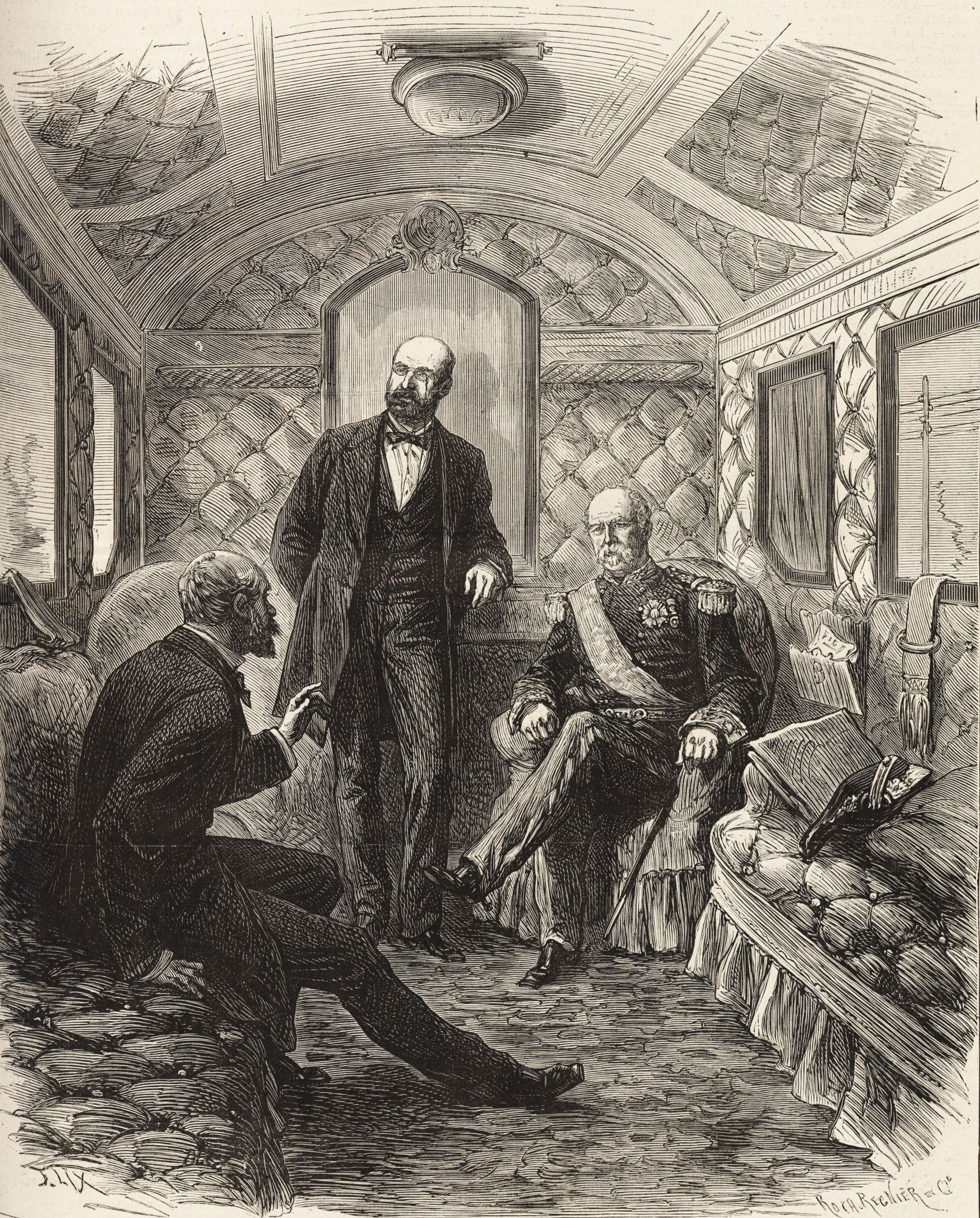
Oscar Bardi de Fortou et le maréchal de Mac Mahon lors du voyage présidentiel de septembre 1877.

En effet, le  18 mai 1877, il obtient à nouveau le poste de ministre de l'Intérieur, au sein du troisième gouvernement de Broglie avec une mission très délicate : empêcher les républicains de revenir en force à l'Assemblée nationale. Il utilise tous les moyens légaux, jusqu'à forcer l'interprétation législative des textes coercitifs en matière de colportage et de désignation des candidats qu'il suscite la réprobation de l'opposition républicaine qui l'accuse de forfaiture. Il procède à une épuration préfectorale, remplaçant 62 préfets et presque tous les sous-préfets. Par ailleurs, 1385 fonctionnaires sont révoqués. Il reste modéré dans les mouvements affectant les secrétaires et conseillers de préfecture par manque de temps mais aussi par volonté de ne pas totalement épurer le corps préfectoral et de garder de solides soutiens de fonctionnaires qu'il pense acquis à la cause conservatrice.[réf. nécessaire] Il pratique tout en la justifiant la candidature officielle, ce qui lui vaut la haine des républicains et la critique des plus radicaux chez les conservateurs qui estiment qu'il ne va pas assez loin dans les mesures prises. Son souci est surtout de maintenir la cohésion d'une majorité conservatrice chancelante à cause des ambitions bonapartistes désireuse de trouver chez Fourtou un des hommes du « coup de main » pour abattre même par la force la République[réf. nécessaire]. 
Conforté dans son siège de député le 14 octobre suivant, son élection est invalidée le 18 novembre 1878. Provoqué par Gambetta à l'Assemblée, il se bat en duel avec lui quelques jours plus tard. Cette période est très difficile pour le ministre déchu car il est accusé d'avoir attenté à la vie du régime. S'il n'est pas avec les autres hommes du Seize-Mai condamné au bannissement et à l'exil[précision nécessaire], il est très vivement touché par l'acte de flétrissure[précision nécessaire] que la majorité républicaine vote en mars 1879, alors qu'il venait de reconquérir son siège de député de la Dordogne d'une manière triomphale et provocante[réf. nécessaire] au mois de janvier précédent.

### Échecs et triomphes: les vicissitudes d'un vaincu
Les portes du Sénat s'ouvrent enfin devant lui en janvier 1880. Il est élu avec Alexandre de Bosredon, bonapartiste modéré, en remplacement de Pierre Magne et Paul Dupont, morts quelques mois plus tôt. Il intervient peu dans la vénérable assemblée si ce n'est pour régler des problèmes agricoles ou protester vivement contre les lois scolaires de Jules Ferry. Avec l'adoption définitive du caractère républicain voté en 1884, ses illusions de revoir un jour un descendant dynastique revenir au pouvoir s'envolent[réf. nécessaire]. D'une santé fragile — il prend les eaux à la Bourboule depuis sa tendre adolescence —, il accepte le régime mais décide de mener une opposition parlementaire vigoureuse contre la politique opportuniste[réf. nécessaire]. Il échoue au renouvellement de son mandat de sénateur en janvier 1885 mais perd aussi tout espoir de retrouver le Palais Bourbon en septembre 1885. Ses activités administratives à la Compagnie d'Orléans, son échec aux cantonales de 1886 le conduisent à s'éloigner de la vie politique active. Il garde cependant l'espoir de revenir aux affaires lors de la crise boulangiste. Même s'il n'aime pas beaucoup le général Boulanger, il espère devenir le leader incontesté de la droite périgourdine, manœuvrant pour imposer le bonapartiste Oswald Taillefer à la députation, en remplacement de Boulanger démissionnaire en juillet 1888. Les élections générales de 1889 lui offrent l'occasion de s'imposer comme le chef des conservateurs et il retrouve ainsi son siège de parlementaire. Mais ce mandat doit être pour lui celui de trop car, dès le début, il sent que ses forces l'abandonnent et que ses affaires ferroviaires lui prennent de plus en plus de temps. Ses problèmes de santé le préoccupent et dès 1892, il envisage de se retirer de la vie politique. En 1893, il officialise sa décision en s'adressant une dernière fois à ses électeurs pour expliquer — en partie — les raisons de son départ. Il continue à officier au sein du conseil d'administration de la Compagnie d'Orléans et en devient même vice-président en 1894. Mais deux attaques cardiaques le contraignent au repos. Alors qu'il vient de marier l'une de ses filles, Il s'écroule dans son domicile parisien le 6 décembre 1897. Son corps est ensuite rapatrié à Ribérac, dans le cimetière municipal, où il repose dans le caveau familial depuis cette date.

Le jugement de ses contemporains et de l'historiographie républicaine qui s'y rattache ont été sévères[réf. nécessaire] pour ce ministre périgourdin. Bitard dans son Dictionnaire de biographie contemporaine française et étrangère publié en 1886 dit de lui : 
« De sorte que l'homme qui, il y a quelques années, a fait tant de bruit dans un grand pays comme la France, est redevenu dans ce même pays un simple petit avocat de province. »

#### Notices biographiques
- « Oscar Bardi de Fourtou », dans Adolphe Robert et Gaston Cougny, Dictionnaire des parlementaires français, Edgar Bourloton, 1889-1891 [détail de l’édition]
- « Oscar Bardi de Fourtou », dans le Dictionnaire des parlementaires français (1889-1940), sous la direction de Jean Jolly, PUF, 1960 [détail de l’édition]

#### Publications universitaires
- Thierry Truel, Oscar Bardi De Fourtou (1836-1897) : un ministre contre la République, Bordeaux, Université Michel de Montaigne - Bordeaux III, 2014, 737 p. (lire en ligne).
- Thierry Truel, « Le maître d'œuvre de l’entreprise du Seize-Mai : Oscar Bardi de Fourtou à la place Beauvau », dans Le Seize-mai revisité, Publications de l’Institut de recherches historiques du Septentrion, coll. « Histoire et littérature du Septentrion (IRHiS) », 2018 (ISBN 978-2-490296-14-9, lire en ligne), p. 37–51.
- Thierry Truel, « Fourtou comme fédérateur des droites conservatrices dans les années 1870 », dans Pierre Allorant, Walter Badier et Jean Garrigues (dir.), Les dix décisives : 1869-1879, Rennes, Presses universitaires de Rennes, coll. « Histoire », 2022, 450 p. (ISBN 978-2-7535-8386-3, lire en ligne), p. 57-70.